# 張玉麒
張玉麒（？—？）為中國清朝武官官員，本籍陝西。1698年（康熙37年）奉旨調任前往台灣，接任王萬祥擔任台灣鎮總兵。是台灣清治時期此期間，受台灣道制約的台灣地區最高軍事首長。
| 前任： 王萬祥 | 台灣鎮總兵 1698年上任 | 繼任： 李友臣 |